# Санкт Фајт на Глану
Санкт Фајт на Глани или скраћено Санкт Фајт (словен. Šentvid ob Glini) град је у јужној Аустрији у Корушкој и седиште је истоименог округа Санкт Фајт.

## Природне одлике
Санкт Фајт на Глани се налази у јужном делу Аустрије, 280 км југозападно од Беча. Главни град покрајине Корушкој, Клагенфурт, налази се 20 km јужно од града.
Град је смештен на реци Глана. Око града се стрмо издижу Алпи под шумама. Надморска висина града је око 480 m.

## Становништво
| 1981.  | 1991.  | 2001.  | 2011.  |
| ------ | ------ | ------ | ------ |
| 12.007 | 12.045 | 12.839 | 12.602 |

По процени из 2016. у граду је живело 12491 становника. Последњих деценија број становника стагнира.

## Галерија
- Градска кућа
- Градска римокатоличка црква
- Споменик заштите од куге
- Војводски двор